# Jean Cabrol

a Compétitions nationales et continentales officielles uniquement.

Jean Cabrol, né le 23 novembre 1940 à Carcassonne, est un joueur et entraîneur de rugby à XIII.
Il effectue son début de carrière à Carcassonne. Il rejoint par la suite Limoux puis Saint-Gaudens avec lequel il dispute trois finales de Championnat de France en 1966, 1967 et 1969. Entre 1969 et 1972, il évolue à Montpellier et termine sa carrière à Pamiers.
Après sa carrière de joueur, il connaît une expérience dans le rôle d'entraîneur durant quatre saisons à Carcassonne dont le président est Pierre Pavanetto prenant part à trois finales de Coupe de France dont une remportée en 1983.

## Biographie
Il rejoint Saint-Gaudens sur le conseil de Jean Nédorézoff qui demanda au président de Saint-Gaudens de le recruter et permis à Jean Cabrol d'affronter son ancien club de Carcassonne en finale du Championnat de France en 1967.
Il est le gendre de Félix Bergèse dont il a repris le bar-café, sur la place Carnot de Carcassonne, nommé Chez Félix.
Il entretient de bonnes relations avec les dirigeants des Dragons catalans qui multiplient les gestes de reconnaissance à son intention. On considère qu'il est également l'instigateur de la rencontre amicale entre le Toulouse Olympique et ces mêmes Dragons au mois de janvier 2020.

## Palmarès

### En tant que joueur
- Collectif :
  - Finaliste du Championnat de France : 1966, 1967 et 1969 (Saint-Gaudens).

### En tant qu'entraîneur
- Collectif :
  - Vainqueur du Coupe de France : 1983 (Carcassonne).
  - Finaliste du Coupe de France : 1981, 1982 (Carcassonne).